# Pentagonia monocaulis
Pentagonia monocaulis är en måreväxtart som beskrevs av Charlotte M. Taylor. Pentagonia monocaulis ingår i släktet Pentagonia och familjen måreväxter. Inga underarter finns listade i Catalogue of Life.